# Qualificazione Olimpica FIBA 2016 - Torneo femminile
Il Torneo Femminile di Qualificazione Olimpica FIBA 2016 (denominato ufficialmente FIBA World Olympic Qualifying Tournament for Women) si è svolto dal 13 al 19 giugno 2016.
Le prime cinque classificate si sono qualificate al Torneo olimpico 2016, svoltosi a Rio de Janeiro dal 6 al 21 agosto. Il 19 gennaio 2016 è stata scelta la Francia con la città di Nantes per ospitare il torneo di qualificazione. Il 26 gennaio si è tenuto il sorteggio presso la sede della FIBA per la composizione dei gironi del torneo.
.

## Squadre partecipanti
EuroBasket Women 2015
- Bielorussia
- Francia
- Spagna
- Turchia

AfroBasket Women 2015
- Camerun
- Nigeria

Americas Championship for Women 2015
- Argentina
- Cuba
- Venezuela

Asia Championship for Women 2015
- Cina
- Corea del Sud

Oceania Championship for Women 2015
- Nuova Zelanda

## Gironi
Sono stati sorteggiati 4 gironi da 3 squadre ciascuno. Ogni squadra gioca quindi 2 partite contro le altre avversarie nel gruppo. Le prime due classificate di ogni girone accedono alla fase finale. La fase finale prevede i Quarti di Finale, le cui vincenti sono qualificate per il Torneo Olimpico, e la fase di classificazione per le perdenti fino alla finale per il quinto posto, la cui vincente si qualifica anch'essa per le Olimpiadi.
| Gruppo A      | Gruppo B  | Gruppo C      | Gruppo D  |
| ------------- | --------- | ------------- | --------- |
| Cuba          | Camerun   | Bielorussia   | Venezuela |
| Nuova Zelanda | Turchia   | Corea del Sud | Spagna    |
| Francia       | Argentina | Nigeria       | Cina      |

## Risultati

### Gruppo A
| Squadra       | P.ti | G | V | P | PF  | PS  | DP  |
| ------------- | ---- | - | - | - | --- | --- | --- |
| Francia       | 4    | 2 | 2 | 0 | 153 | 119 | +34 |
| Cuba          | 3    | 2 | 1 | 1 | 131 | 145 | -14 |
| Nuova Zelanda | 2    | 2 | 0 | 2 | 114 | 134 | -20 |

| Nantes 13 giugno 2016 | Cuba | 67 – 83 | Francia | La Trocadière |

| Nantes 14 giugno 2016 | Francia | 70 – 52 | Nuova Zelanda | La Trocadière |

| Nantes 15 giugno 2016 | Nuova Zelanda | 62 – 64 | Cuba | La Trocadière |

### Gruppo B
| Squadra   | P.ti | G | V | P | PF  | PS  | DP  |
| --------- | ---- | - | - | - | --- | --- | --- |
| Turchia   | 4    | 2 | 2 | 0 | 138 | 84  | +54 |
| Argentina | 3    | 2 | 1 | 1 | 113 | 130 | -17 |
| Camerun   | 2    | 2 | 0 | 2 | 110 | 147 | -37 |

| Nantes 13 giugno 2016 | Camerun | 64 – 75 | Argentina | La Trocadière |

| Nantes 14 giugno 2016 | Argentina | 38 – 66 | Turchia | La Trocadière |

| Nantes 15 giugno 2016 | Turchia | 72 – 46 | Camerun | La Trocadière |

### Gruppo C
| Squadra       | P.ti | G | V | P | PF  | PS  | DP  |
| ------------- | ---- | - | - | - | --- | --- | --- |
| Bielorussia   | 3    | 2 | 1 | 1 | 136 | 126 | +10 |
| Corea del Sud | 3    | 2 | 1 | 1 | 135 | 135 | +0  |
| Nigeria       | 3    | 2 | 1 | 1 | 130 | 140 | -10 |

| Nantes 13 giugno 2016 | Bielorussia | 71 – 60 | Nigeria | La Trocadière |

| Nantes 14 giugno 2016 | Nigeria | 70 – 69 | Corea del Sud | La Trocadière |

| Nantes 15 giugno 2016 | Corea del Sud | 66 – 65 | Bielorussia | La Trocadière |

### Gruppo D
| Squadra   | P.ti | G | V | P | PF  | PS  | DP  |
| --------- | ---- | - | - | - | --- | --- | --- |
| Spagna    | 4    | 2 | 2 | 0 | 160 | 98  | +62 |
| Cina      | 3    | 2 | 1 | 1 | 120 | 136 | -16 |
| Venezuela | 2    | 2 | 0 | 2 | 114 | 160 | -36 |

| Nantes 13 giugno 2016 | Venezuela | 59 – 77 | Cina | La Trocadière |

| Nantes 14 giugno 2016 | Cina | 43 – 77 | Spagna | La Trocadière |

| Nantes 15 giugno 2016 | Spagna | 83 – 55 | Venezuela | La Trocadière |

## Fase finale
|  | Quarti di finale | Quarti di finale | Quarti di finale |               |    | Finali 5°-8° | Finali 5°-8° | Finali 5°-8° |  |  | Finale 5º posto | Finale 5º posto | Finale 5º posto |
|  |                  |                  |                  |               |    |              |              |              |  |  |                 |                 |                 |
|  | A1               | Francia          | 90               |               |    |              |              |              |  |  |                 |                 |                 |
|  | B2               | Argentina        | 53               |               |    |              |              |              |  |  |                 |                 |                 |
|  | B2               | Argentina        | 53               |               |    | Argentina    | 44           |              |  |  |                 |                 |                 |
|  |                  |                  |                  |               |    | Argentina    | 44           |              |  |  |                 |                 |                 |
|  |                  |                  | Bielorussia      | 84            |    |              |              |              |  |  |                 |                 |                 |
|  | C1               | Bielorussia      | Bielorussia      | 84            | 70 |              |              |              |  |  |                 |                 |                 |
|  | C1               | Bielorussia      |                  |               | 70 |              |              |              |  |  |                 |                 |                 |
|  | D2               | Cina             | 84               |               |    |              |              |              |  |  |                 |                 |                 |
|  |                  |                  |                  |               |    |              |              |              |  |  |                 | Bielorussia     | 56              |
|  |                  |                  |                  | Corea del Sud | 39 |              |              |              |  |  |                 |                 |                 |
|  | A2               | Cuba             | 45               |               |    |              |              |              |  |  |                 |                 |                 |
|  | B1               | Turchia          | 71               |               |    |              |              |              |  |  |                 |                 |                 |
|  | B1               | Turchia          | 71               |               |    | Cuba         | 62           |              |  |  |                 |                 |                 |
|  |                  |                  |                  |               |    | Cuba         | 62           |              |  |  |                 |                 |                 |
|  |                  |                  | Corea del Sud    | 81            |    |              |              |              |  |  |                 |                 |                 |
|  | C2               | Corea del Sud    | Corea del Sud    | 81            | 50 |              |              |              |  |  |                 |                 |                 |
|  | C2               | Corea del Sud    |                  |               | 50 |              |              |              |  |  |                 |                 |                 |
|  | D1               | Spagna           | 70               |               |    |              |              |              |  |  |                 |                 |                 |

## Squadre qualificate
| Francia | Cina | Turchia | Spagna | Bielorussia |